# Jacob Evert van Nes van Meerkerk

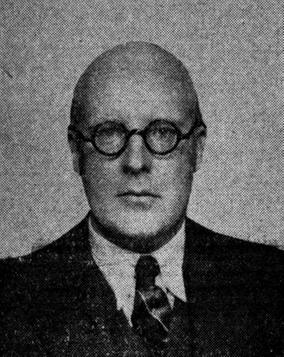
J.E. van Nes van Meerkerk

Jacob Evert van Nes van Meerkerk (Alkmaar, 9 juni 1902 – Oegstgeest, 21 maart 1955) was een Nederlands politicus. 
Hij werd geboren als zoon van Willem Henric van Nes van Meerkerk (1861-1944; rechter) en Hermina Borghardina Isabelle Wilhelmine Charlotte Roijer (1870-1939). Hij was volontair bij de gemeentesecretarie van Hillegom en werd begin 1936 benoemd tot burgemeester van Kortenhoef. Vanwege zijn gezondheidsproblemen werd daar in mei 1949 een waarnemend burgemeester benoemd. Ruim twee jaar later werd Van Nes van Meerkerk ontslag verleend en ging hij in Heemskerk wonen. Hij overleed in 1955 op 52-jarige leeftijd. 